# Hållsundsudde-Sönnerbergen
Hållsundsudde-Sönnerbergen är ett naturreservat i Onsala socken i Kungsbacka kommun i Halland.
Reservatet ligger på Onsalahalvöns sydligaste spets, är skyddat sedan 1978/1994 och består av 1664 hektar varav 658 hektar land.
Till största delen består området av hedmark och mindre skogspartier. I svackorna har det bildats fukthedar och fuktängar där det växer pors och odon. Det växer även trift, strandglim och gul fetknopp. Området användes tidigare som utmark för närliggande byar.
På halvön finns flera fornminnen. Det har gjorts fynd tydande på stenåldersbosättningar. Vidare rösen som daterats till bronsåldern och labyrinter som antas ha använts från järnåldern. Man har även funnit en stensättning och en begravningsplats från historisk tid som kallas Danska kyrkogården.
År 1770 uppfördes en lotsutkik på toppen av ett bronsåldersröse. Denna utkik i form av en röd- och vitmålad byggnad ligger kvar på röset. Härifrån kan man se Malön och Nidingen. Två av lotsbostäderna finns kvar.